# 宮原祥子
宮原祥子（みやはら さちこ、1974年11月19日 - ）は、大阪府出身のファッションモデル、女優。身長161cm、B75 W55 H80、靴のサイズは24.0cm、、血液型はA型（数字は1994年時点）。帝塚山高等学校卒業。元スペースクラフト所属。

## 来歴・人物
1988年ファッション雑誌『mcSister』の読者モデルオーディションに合格してデビューし、その後同誌専属モデルとして人気を得る。地元の大阪から上京して撮影にのぞんでいた。

## 出演

### 雑誌
- mcSister  専属モデル
- 週刊朝日（1994年7月22号表紙） 帝塚山学院大学在籍時

### CM
- ヤマハ ティファニー（1990年）
- 江崎グリコ マーブルポッキー（1991年）
- 資生堂 LGカードリップ（1991年）
- 全米輸出肉協会 アメリカンビーフ（1992年）

### ドラマ
- エリアコードドラマ054『Alice 6』（1995年、テレビ静岡） - 四方田千砂 役

## 出版物

### 書籍
- 少女革命（1994年） - スペースクラフト所属のモデル達による写真集

### CDジャケット
- 青春王/爆風スランプ（1991年）